# Ready to Go (Bang Tango)
Ready to Go è il quarto album in studio del gruppo musicale statunitense Bang Tango, pubblicato nel 2004 dalla Shrapnel Records.

## Tracce
Testi e musiche di Alex Grossi e Joe Lestè, eccetto dove indicato.
1. Ready to Go – 4:06
2. I Came to See You – 3:38 (John Corabi, Alex Grossi, Joe Lestè)
3. It Ain't Easy – 5:38
4. Rainy Day – 4:42
5. The Other Side – 3:53
6. She Knows Better – 3:07
7. Roll Me Over – 5:08
8. Save Myself for You' – 4:25
9. Love the Life – 3:44
10. Most Important Thing – 5:43
11. Tell Me – 4:47 (John Corabi, Alex Grossi, Joe Lestè)
12. Carry On – 5:07

## Formazione
Gruppo
- Joe Lestè – voce
- Alex Grossi – chitarra solista
- Anthony Focx – chitarra, cori
- Chris "Curtis" Roach – basso
- Matt Starr – batteria

Altri musicisti
- Eva Saur – cori
- Carah Charnow – cori
- Dizzy Reed – pianoforte e rogano (tracce 4 e 9)